# Liste des aéronefs produits à plus de 5 000 exemplaires

Cette liste répertorie les aéronefs (avions, planeurs, hélicoptères) produits à plus de 5 000 exemplaires. Les chiffres de production incluent les variantes, et parfois les différentes entreprises (voire pays) produisant le même avion.
| Désignation                           | Civil/Militaire | Rôle                                    | Exemplaires                                     | Pays d'origine    | Période de production              | Notes |
| ------------------------------------- | --------------- | --------------------------------------- | ----------------------------------------------- | ----------------- | ---------------------------------- | --- |
| Cessna 172                            | C               | Aviation générale                       | Plus de 45 000,                                 | États-Unis        | 1956–présent                       | Encore en production. Inclut la production française Reims Aviation.                                                        |
| Iliouchine Il-2                       | M               | Avion d'attaque au sol                  | 36 183                                          | URSS              | 1941–1945                          | Avion militaire et biplace le plus produit                                                                                  |
| Messerschmitt Bf 109                  | M               | Chasseur                                | 34 852                                          | Allemagne         | 1936–1958                          | Chasseur et avion monoplace le plus produit. Production également en Hongrie, Roumanie, Espagne, Tchécoslovaquie et Suisse. |
| Piper PA-28                           | C               | Aviation générale                       | Plus de 32 778                                  | États-Unis        | 1960-présent                       | Toujours en production |
| Cessna 150                            | C               | Aviation générale                       | 23 949 (voire plus ?)                           | États-Unis        | 1958–[?1977]                       | Avion civil biplace le plus produit. Inclut la production française Reims Aviation.                                         |
| Cessna 182                            | C               | Aviation générale                       | Plus de 23 237                                  | États-Unis        | 1956–présent                       | Toujours en production. Inclut la production française Reims Aviation.                                                      |
| Supermarine Spitfire                  | M               | Chasseur                                | 20 351                                          | Royaume-Uni       | 1938–1948                          | 22 685 au total en comptant les Supermarine Seafire de la Fleet Air Arm                                                     |
| Focke-Wulf Fw 190                     | M               | Chasseur                                | 20 051                                          | Allemagne         | 1939–1945                          | Dont 64 produits en France après la guerre sous la désignation SNCAC NC.900.                                                |
| Piper Cub                             | C               | Aviation générale                       | 20 038                                          | États-Unis        | 1938–1947                          | Avion à finition en toile le plus produit.                                                                                  |
| Polikarpov Po-2                       | M               | Biplan                                  | 20 042 à 30 000                                 | URSS              | 1928–1952                          | Biplan le plus produit |
| Consolidated B-24 Liberator           | M               | Bombardier lourd                        | 18 482                                          | États-Unis        | 1940–1945                          | Bombardier lourd et avion multimoteur le plus produit                                                                       |
| Antonov An-2                          | C               | Biplan                                  | 18 224                                          | URSS puis Ukraine | 1947–2002                          | Avion en production pendant la plus longue période. Inclut la production en Chine et en Pologne.                            |
| Mikoyan-Gourevitch MiG-15             | M               | Chasseur                                | 18 169                                          | URSS              | 1947–années 1950                   | Jet le plus produit. 3 454 exemplaires produits en Tchécoslovaquie, 727 en Pologne, un nombre inconnu en Chine.             |
| Mil Mi-8                              | M               | Hélicoptère                             | 17 059                                          | URSS / Russie     | 1961–présent                       | Hélicoptère le plus produit. Encore en production.                                                                          |
| Yakovlev Yak-9                        | M               | Chasseur                                | 16 769                                          | URSS              | 1942–1948                          | |
| Douglas DC-3 et Douglas C-47 Skytrain | C/M             | Avion de ligne                          | 16 079                                          | États-Unis        | 1935–1952                          | Avion de ligne le plus produit. Aussi produit en URSS et au Japon. Inclut les versions militaires.                          |
| Bell UH-1 "Huey" Iroquois             | M               | Hélicoptère                             | 16 120                                          | États-Unis        | 1959–présent                       | Modèles 204, 205, 212 et 214 inclus. Hélicoptère occidental le plus produit, toujours en production.                        |
| Republic P-47 Thunderbolt             | M               | Chasseur                                | 15 660                                          | États-Unis        | 1942–1945                          | Chasseur américain le plus produit.                                                                                         |
| North American P-51 Mustang           | M               | Chasseur                                | 15 586                                          | États-Unis        | 1940–1951                          | Sans la version F-82 à double fuselage.                                                                                     |
| North American T-6 Texan              | M               | Avion d'entraînement                    | 15 495                                          | États-Unis        | 1937–années 1950                   | |
| Junkers Ju 88                         | M               | Multirôle                               | 15 183                                          | Allemagne         | 1939–1945                          | Bombardier multirôle, chasseur nocturne et avion de reconnaissance dans la Luftwaffe                                        |
| Hawker Hurricane                      | M               | Chasseur                                | 14 583                                          | Royaume-Uni       | 1937–1944                          | Inclut la production au Canada.                                                                                             |
| Mikoyan-Gourevitch MiG-21             | M               | Chasseur                                | 13 996                                          | URSS              | 1959–2006                          | Avion supersonique le plus produit. Inclut la production en Inde, Chine et Tchécoslovaquie.                                 |
| Waco CG-4                             | M               | Planeur                                 | 13 954                                          | États-Unis        | 1942–1945                          | Planeur le plus produit. |
| Curtiss P-40                          | M               | Chasseur                                | 13 738                                          | États-Unis        | 1939–1944                          | |
| Chotia Weedhopper                     | C               | Ultra-léger motorisé                    | 13 000                                          | États-Unis        | 1977–présent                       | ULM le plus produit. Toujours en production.                                                                                |
| Boeing B-17 Flying Fortress           | M               | Bombardier                              | 12 731                                          | États-Unis        | 1937–1945                          | |
| Vought F4U Corsair                    | M               | Chasseur                                | 12 571                                          | États-Unis        | 1941–1952                          | |
| Grumman F6F Hellcat                   | M               | Chasseur                                | 12 275                                          | États-Unis        | 1942–1945                          | Chasseur naval. |
| Vultee BT-13 Valiant                  | M               | Avion d'entraînement                    | 11 537                                          | États-Unis        | 1939–1947                          | |
| Vickers Wellington                    | M               | Bombardier moyen                        | 11 461                                          | Royaume-Uni       | 1936–1945                          | |
| Petliakov Pe-2                        | M               | Bombardier en piqué                     | 11 427                                          | URSS              | 1939–1945                          | |
| Avro Anson                            | M               | Multirôle                               | 11 029                                          | Royaume-Uni       | 1935–1952                          | Inclut la production au Canada.                                                                                             |
| Mitsubishi A6M Zero                   | M               | Chasseur                                | 10 939                                          | Japon             | 1940–1945                          | |
| Piper Pacer                           | C               | Aviation générale                       | 10 610 (voire plus ?)                           | États-Unis        | 1950–[?1964]                       | Comprend le Piper PA-20 Pacer et le Piper PA-22 Tri-Pacer.                                                                  |
| Boeing 737                            | C               | Avion de ligne à réaction               | Plus de 10 000                                  | États-Unis        | 1967–présent                       | Avion de ligne à réaction le plus produit. Toujours en production.                                                          |
| Mikoyan-Gourevitch MiG-17             | M               | Chasseur                                | 10 367                                          | URSS              | 1951–1986                          | Inclut la version chinoise Shenyang J-5.                                                                                    |
| Lockheed P-38 Lightning               | M               | Chasseur bipoutre                       | 10 037                                          | États-Unis        | 1941–1945                          | . |
| Aeronca Champion                      | C               | Aviation générale                       | Plus de 10 000                                  | États-Unis        | 1946–1950                          | |
| DFS SG 38 Schulgleiter                | M               | Planeur                                 | À peu près 10 000                               | Allemagne         | 1938–1944                          | Avion d'entraînement. |
| North American B-25 Mitchell          | M               | Bombardier moyen                        | 9 984                                           | États-Unis        | 1939–1945                          | |
| Lavotchkine La-5                      | M               | Chasseur                                | 9 920                                           | URSS              | 1942–1944                          | |
| North American F-86 Sabre et FJ Fury  | M               | Fighter/bomber                          | 9 860                                           | États-Unis        | 1947–1956                          | Inclut la production en Australie et au Canada.                                                                             |
| Grumman TBF Avenger                   | M               | Bombardier-torpilleur                   | 9 837                                           | États-Unis        | 1941–1945                          | |
| Bell P-39 Airacobra                   | M               | Fighter                                 | 9 584                                           | États-Unis        | 1938–1944                          | |
| Airbus A320                           | C               | Avion de ligne                          | 9529                                            | Multi-national    | 1988–présent                       | Quatre versions (A318, 319, 320, 321)                                                                                       |
| Cessna 210                            | C               | Aviation générale                       | 9 240 (voire plus ?)                            | États-Unis        | 1957–[?1985]                       | |
| Piper PA-18                           | C               | Aviation générale                       | 9 000 (voire plus ?)                            | États-Unis        | 1949–[?1994]                       | |
| Beech 18                              | MC              | Transport civil et militaire            | 9 000                                           | États-Unis        | 1937–1970                          | |
| Yakovlev Yak-18                       | M               | Avion d'entraînement biplace            | 9 000                                           | URSS              | 1946–1960s                         | |
| Avro 504                              | M               | Biplan polyvalent                       | 8 970                                           | Royaume-Uni       | 1913–1918                          | Avion le plus produit de la Première Guerre mondiale.                                                                       |
| Yakovlev Yak-1                        | M               | Chasseur                                | 8 720                                           | URSS              | 1940–1944                          | |
| Polikarpov I-16                       | M               | Chasseur                                | 8 644                                           | URSS              | 1934–1943                          | |
| Boeing-Stearman Model 75              | M               | Biplan d'entraînement                   | 8 584                                           | États-Unis        | 1934–1942                          | |
| Cessna 206                            | C               | Aviation générale                       | Plus de 8 509 ou plus de 7 783[réf. nécessaire] | États-Unis        | 1962–présent                       | Ambiguïté sur l'inclusion des modèles 205 et 207                                                                            |
| SPAD S.XIII                           | M               | Chasseur biplan                         | 8 472                                           | France            | 1917–1918                          | Chasseur le plus produit de la Première Guerre mondiale.                                                                    |
| La Mouette Atlas                      | C               | Deltaplane                              | Plus de 8 000                                   | France            | 1979–présent                       | |
| Grumman F4F Wildcat                   | M               | Chasseur naval                          | 7 885 ou 7 722[réf. nécessaire]                 | États-Unis        | 1937–1943                          | |
| Piper PA-32                           | C               | Aviation générale                       | Plus de 7 842                                   | États-Unis        | 1965–2007                          | Version agrandie du PA-28.                                                                                                  |
| Breguet 14                            | M               | Reconnaissance                          | 7 800                                           | France            | 1916–1928                          | dont 2 300 construits après la fin de la guerre.                                                                            |
| de Havilland Mosquito                 | M               | Multirôle                               | 7 781                                           | Royaume-Uni       | 1940–1950                          | Aussi produit en Australie et au Canada.                                                                                    |
| Cessna 120 and 140                    | C               | Aviation générale                       | 7 664,                                          | États-Unis        | 1946–1950                          | |
| Cessna 152                            | C               | Aviation générale                       | 7 584 (voire plus ?)                            | États-Unis        | 1977–[?1986]                       | Inclut la production en France Reims Aviation.                                                                              |
| Republic F-84 Thunderjet              | M               | Chasseur-bombardier à réaction          | 7 524                                           | États-Unis        | 1946–1953                          | |
| Douglas DB-7 (A-20 Havoc)             | M               | Multirôle                               | 7 478                                           | États-Unis        | 1938–1944                          | |
| Avro Lancaster                        | M               | Bombardier lourd                        | 7 377                                           | Royaume Uni       | 1942–1945                          | Dont 430 produits sous licence au Canada.                                                                                   |
| Bell 206 Jetranger                    | C               | Hélicoptère                             | Plus de 7 340                                   | États-Unis        | 1966–présent                       | Inclut la production en Italie et au Canada.                                                                                |
| Heinkel He 111                        | M               | Bombardier moyen                        | 7 300                                           | Allemagne         | 1935–1944                          | Construit aussi en Espagne (CASA C.2111).                                                                                   |
| Curtiss SB2C Helldiver                | M               | Bombardier en piqué moyen               | 7 140                                           | États-Unis        | 1940–1945                          | 1 135 exemplaires construits au Canada.                                                                                     |
| de Havilland Tiger Moth               | MC              | Biplan                                  | 7 105                                           | Royaume-Uni       | 1931–1944                          | Aussi produit au Canada et en Australie.                                                                                    |
| Piper PA-23                           | C               | Aviation générale                       | 6 976                                           | États-Unis        | 1952–1981                          | |
| Curtiss JN-4                          | MC              | Biplan                                  | 6 813                                           | États-Unis        | 1915–1927                          | |
| Aérospatiale AS350 Écureuil           | CM              | hélicoptère                             | 6770                                            | France            | 1974-présent                       | Version en production : EC130                                                                                               |
| Polikarpov I-15                       | M               | Chasseur biplan                         | 6 750                                           | URSS              | 1933-1940                          | Aussi produit en Espagne |
| Tupolev SB                            | M               | Bombardier                              | 6 656                                           | URSS              | 1936–1941                          | Inclut la production tchécoslovaque                                                                                         |
| Lockheed T-33 Shooting Star           | M               | Avion d'entraînement                    | 6 557                                           | États-Unis        | 1948–1959                          | Inclut la production au Canada Canadair.                                                                                    |
| Yakovlev Yak-7                        | M               | Chasseur, entraînement                  | 6 399                                           | URSS              | 1940–1943                          | |
| Cessna 310                            | C               | Aviation générale                       | 6 321                                           | États-Unis        | 1954–1980                          | |
| Lavochkin-Gorbunov-Gudkov LaGG-3      | M               | Chasseur                                | 6 258                                           | URSS              | 1941–1942                          | |
| Iliouchine Il-10                      | M               | Attaque au sol                          | 6 226                                           | URSS              | 1944–1954                          | Inclut la version tchécoslovaque Avia B-33/CB-33.                                                                           |
| Cessna 180                            | C               | Aviation générale                       | 6 193 (voire plus ?)                            | États-Unis        | 1953–[?1981]                       | |
|                                       |                 |                                         |                                                 |                   |                                    | |
| Handley Page Halifax                  | M               | Bombardier lourd                        | 6 176                                           | Royaume-Uni       | 1940–1946                          | |
| Messerschmitt Bf 110                  | M               | Chasseur lourd de nuit                  | 6 150                                           | Allemagne         | 1936–1945                          | Entre 6 000 et 6 150 selon les sources.                                                                                     |
| Junkers Ju 87                         | M               | Bombardier en piqué                     | 6 000                                           | Allemagne         | 1935–1944                          | |
| Polikarpov R-5                        | M               | Bombardement et reconnaissance          | 6 000                                           | URSS              | 1928–1937                          | |
| Sopwith 1½ Strutter                   | M               | Biplan multirôle                        | 5 939                                           | Royaume-Uni       | 1917–1918                          | Majorité produit en France.                                                                                                 |
| Douglas SBD Dauntless                 | M               | Reconnaissance et bombardement en piqué | 5 936                                           | États-Unis        | 1940–1944                          | |
| Bristol Beaufighter                   | M               | Chasseur lourd                          | 5 928                                           | Royaume-Uni       | 1940–1946                          | Inclut la production en Australie.                                                                                          |
| Nakajima Ki-43                        | M               | Chasseur                                | 5 919                                           | Japon             | 1942–1945                          | |
| Yokosuka K5Y                          | M               | Biplan d'entraînement                   | 5 770                                           | Japon             | 1934–1945                          | |
| Lavotchkine La-7                      | M               | Chasseur                                | 5 753                                           | URSS              | 1944–1946                          | |
| Antonov A-1                           | CM?             | Planeur d'entraînement                  | 5 700                                           | URSS              | 1930–années 1940                   | |
| Robinson R44                          | C               | Hélicoptère                             | Plus de 5 610                                   | États-Unis        | 1993–présent                       | |
| Mikoyan-Gourevitch MiG-19             | M               | Chasseur                                | 5 500                                           | URSS              | 1953–1959 (URSS) 1958–1981 (Chine) | 2 500 produits en URSS, environ 3 000 en Chine, quelques-uns en Tchécoslovaquie.                                            |
| Sopwith Camel                         | M               | Chasseur biplan                         | 5 497                                           | Royaume-Uni       | 1917–1918                          | |
| Mil Mi-2                              | M               | Hélicoptère                             | 5 497                                           | URSS              | 1965–1985                          | Inclut la production polonaise                                                                                              |
| Cessna AT-17 Bobcat                   | M               | Entraînement                            | 5 422                                           | États-Unis        | 1939–1943                          | |
| Bristol F.2                           | M               | Chasseur biplace                        | 5 329                                           | Royaume-Uni       | 1916–1927                          | Première Guerre mondiale |
| Martin B-26 Marauder                  | M               | Bombardier moyen                        | 5 288                                           | États-Unis        | 1941–1945                          | |
| Stinson 108                           | C               | Aviation générale                       | 5 260                                           | États-Unis        | 1946–1950                          | |
| Iliouchine Il-4                       | M               | Bombardier moyen                        | 5 256                                           | URSS              | 1942–1944                          | |
| Royal Aircraft Factory S.E.5          | M               | Chasseur biplan                         | 5 205                                           | Royaume-Uni       | 1917–1918                          | |
| McDonnell Douglas F-4 Phantom II      | M               | Chasseur polyvalent                     | 5 195                                           | États-Unis        | 1958–1981                          | |
| Cessna 170                            | C               | Aviation générale                       | 5 174 (voire plus ?)                            | États-Unis        | 1948–[?1956]                       | |
| Mikoyan-Gurevich MiG-23               | M               | Chasseur                                | 5 047                                           | URSS              | 1967–1985                          | |
| Yakovlev Yak-12                       | MC              | Multirôle STOL                          | 5 000                                           | URSS              | 1946–1957                          | Inclut la production polonaise, mais pas le Shenyang 5 chinois                                                              |
| Grunau Baby IIb                       | C               | Planeur                                 | Environ 5 000                                   | Allemagne         | 1932–[?]                           | |